# Albert von Kölliker
Rudolph Albert von Kölliker (Zúric, 6 o 16 de juliol de 1817 - Würzburg, 2 de novembre de 1905) va ser un anatomista, embriòleg, fisiòleg, zoòleg i botànic suís.
Conegut simplement com a Kolliker. Deixeble de Henle i Müller. Escrigué la seva tesi doctoral, Observationes de prima insectorum genesi (1842), sobre la morfogènesi articular dels insectes. Va generalitzar l'ús de les modernes tècniques microscòpiques (fixació de les mostres, microtomia i tinció) en Zoologia.
Destacat membre de nombroses societats científiques de diversos països. A Anglaterra, que va visitar més d'un cop i on tenia molt bona reputació, la Royal Society el va anomenar membre estranger el 1860 i fou convidat a donar la prestigiosa Croonian Lecture l'any 1862. El 1897 li van concedir el més alt rang d'estima, la medalla Copley i la Medalla linneana el 1902. Professor de Fisiologia i Anatomia comparada i microscòpica de la Universitat de Würzburg, destacà pels seus estudis sobre la retina, el múscul llis i els processos de gènesi i diferenciació de les cèl·lules de la sang. Descobrí les mitocòndries i la naturalesa cel·lular a partir dels túbuls seminífers dels espermatozous el 1841. Va definir els mecanismes fisiològics dels cossos cavernosos a partir de les seves característiques tissulars i anatòmiques. Ell i l'anatomista alemany Heinrich Müller (1820-1864) descrigueren conjuntament per primera vegada la correcta disposició dels cons i els bastonets oculars. Va ser l'encunyador del terme 'axó' i un dels principals partidaris de la teoria neuronal de Ramón y Cajal, a qui va conèixer durant el Congrés de la Societat Anatòmica Alemanya celebrat a Berlín el 1889. Kölliker inclús aprengué el castellà per entendre millor els treballs de Cajal, els quals va difondre entre la comunitat científica de l'època.
L'any 1848, juntament amb el també metge Karl von Siebold, fundà la Revista de Zoologia Científica (Zeitschrift fur wissenschaftliche Zoologie), una de les publicacions biològiques europees més prestigioses fins al 1922. Publicà els seus articles en ella durant quasi 50 anys.
Mantingué tota la vida una bona amistat amb Golgi, a qui va aconsellar sobre diversos temes. Traduí a l'alemany el seu principal llibre Sulla fine anatomia degli organi centrali del sistema nervoso (1886).
A Würzburg, el gener de 1896 va assistir a la demostració pública dels resultats de les investigacions de Röntgen, qui efectuà amb gran èxit una radiografia de la mà de Kölliker. Aquest, impressionat per la transcendència del descobriment, proposà que el mètode fos anomenat "raigs de Röntgen".
El seu cognom abreviat 'Koll.' apareix en la nomenclatura de les espècies botàniques que descrigué per primera vegada. Un rèptil de la família Anguidae que habita al Marroc, Hyalosaurus koellikeri, porta el seu nom.

## Obres
- Entwickelungsgeschichte der Cephalopoden (1844). Àmplia monografia sobre l'ontogènia dels cefalòpodes.[17]
- Das anatomische und physiologische Verhalten der cavernösen Körper der Sexualorgane (1851).[18]
- Handbuch der Gewebelehre des Menschen (1852). Considerat el primer manual d'histologia humana.[19]
- On the Action of Urari and of Strychnia on the Animal Economy (1856).[20]
- Weitere Beobachtungen über die Wirbel der Selachier, insbesondere über die Wirbel der Lamnoidei, nebst allgemeinen Bemerkungen über die Bildung der Wirbel der Plagiostomen (1863). Estudi sobre les vèrtebres dels làmnids i altres peixos cartilaginosos.[21]
- Über die Darwin'sche Schöpfungstheorie (1864). Comentari sobre les teories de Darwin.[22] Kölliker fou partidari del saltacionisme, una teoria enfrontada al gradualisme darwinià.[23] Considerava teleologista 'L'origen de les espècies' i donà suport a les tesis ortogenèsiques.[24]
- Icones histiologicae; oder, Atlas der vergleichendern Gewebelehre (1864).[25]
- Entwicklungsgeschichte des Menschen und der höheren Thiere / Akademische Vorträge von Albert Kölliker. 2., ganz umgearb. Au: für Studierende und Ärztefl. Leipzig: Engelmann, 1879 (1. Aufl. 1861).[26] El seu primer llibre sobre embriologia comparada (Embriologia humana i dels animals superiors).
- Grundriß der Entwicklungsgeschichte des Menschen und der höheren Tiere (1880).[27]
- Erinnerungen aus meinem Leben (1899). Llibre de les seves memòries.[28]